# Radical 72
El radical 72, representado por el carácter Han 日, es uno de los 214 radicales del diccionario de Kangxi. En mandarín estándar es llamado　日部, (rì　bù, «radical “Sol” o “día”»); en japonés es llamado 日部, にちぶ　(nichibu), y en coreano 일 (il).
El radical «sol» puede aparecer en diversas posiciones dentro de los caracteres que están clasificados bajo el mismo. En muchas ocasiones aparece en el lado izquierdo (por ejemplo, en 旰), en otras ocasiones en la parte superior (por ejemplo, en 旻) o en la parte inferior (por ejemplo en 晉), y en algunas pocas ocasiones en el lado derecho (por ejemplo en 旧). 
Los caracteres clasificados bajo el radical 72 suelen tener significados relacionados con el Sol, con los intervalos de tiempo o con la luz. Por ejemplo: 昇, «salir, ascender» (el Sol o, por extensión, cualquier otra cosa); 昨, «ayer»; 明, «brillante».

## Nombres populares
- Mandarín estándar: 日字旁, rì zì páng, «carácter “día” a un lado»; 日字頭, rì zì tóu, «carácter “día” en la parte superior».
- Coreano: 날일부, nal il bu «radical il-día».
- Japonés:　日（にち）, nichi, «día»; 日偏（ひへん）, hihen, «“Sol” en el lado izquierdo del carácter».[1]
- En occidente: radical «Sol», radical «día».

## Galería
| Estilos antiguos                                 | Estilos antiguos                  | Estilos antiguos                        | Estilos antiguos                   | Estilos antiguos                   | Estilos empleados actualmente       | Estilos empleados actualmente  | Estilos empleados actualmente    | Estilos empleados actualmente   | Estilos empleados actualmente  |
|                                                  |                                   |                                         |                                    |                                    |                                     | 日                             | 日                               |                                 |                                |
| 甲骨文 jiǎgǔwén (escritura de huesos oraculares) | 金文 jīnwén (escritura de bronce) | 简帛 jiǎnbó (escritura de bambú y seda) | 篆文 zhuànwén (escritura de sello) | 篆文 zhuànwén (escritura de sello) | 隸書 lìshū (estilo de los escribas) | 楷書 kǎishū (estilo regular)   | 楷書 kǎishū (estilo regular)     | 行書 xǐngshū (estilo corriente) | 草書 cǎoshū (estilo de hierba) |
| 甲骨文 jiǎgǔwén (escritura de huesos oraculares) | 金文 jīnwén (escritura de bronce) | 简帛 jiǎnbó (escritura de bambú y seda) | 大篆 dàzhuàn (sello grande)        | 小篆 xiǎozhuàn (sello pequeño)     | 隸書 lìshū (estilo de los escribas) | 繁體／繁体 fántǐ (tradicional) | 简体／簡體 jiǎntǐ (simplificado) | 行書 xǐngshū (estilo corriente) | 草書 cǎoshū (estilo de hierba) |

## Caracteres con el radical 72

| trazos | carácter |
| ------ | --- |
| + 0    | 日 |
| + 1    | 旦 旧 |
| + 2    | 早 旪 旫 旬 旭 旮 旯 |
| + 3    | 旨 |
| + 4    | 旰 旱 旲 旳 旴 旵 时 旷 旸 旹 旺 旻 旼 旽 旾 旿 昀 昁 昂 昃 昄 昅 昆 昇 昈 昉 昊 昋 昌 昍 明 昏 昐 昑 昒 易 昔 昕 昖 昗 昘 昙 |
| + 5    | 昚 昛 昜 昝 昞 星 映 昡 昢 昣 昤 春 昦 昧 昨 昩 昪 昫 昬 昭 昮 是 昰 昱 昲 昳 昴 昵 昶 昷 昸 昹 昺 昻 昼 昽 显 昿             |
| + 6    | 晀 晁 時 晃 晄 晅 晆 晇 晈 晉 晊 晋 晌 晍 晎 晏 晐 晑 晒 晓 晔 晕 晖                                                          |
| + 7    | 晗 晘 晙 晚 晛 晜晝 晞 晟 晠 晡 晢 晣 晤 晥 晦 晧 晨                                                                          |
| + 8    | 晩 晪 晫 晬 晭 普 景 晰 晱 晲 晳 晴 晵 晶 晷 晸 晹 智 晻 晼 晽 晾 晿 暀 暁 暂 暃 暑                                           |
| + 9    | 暄 暅 暆 暇 暈 暉 暊 暋 暌 暍 暎 暏 暐 暒 暓 暔 暕 暖 暗 暘 暙                                                                |
| + 10   | 暚 暛 暜 暝 暞 暟 暠 暡 暢 暣 暤 暥 暦 暧 暨                                                                                  |
| + 11   | 暩 暪 暫 暬 暭 暮 暯 暰 暱 暲 暳 暴 暵 暶 暷                                                                                  |
| + 12   | 暸 暹 暺 暻 暼 暽 暾 暿 曀 曁 曂 曃 曄 曅 曆 曇 曈 曉 曊 曋 曌 曍                                                             |
| + 13   | 曎 曏 曐 曑 曒 曓 曔 曕 曖 曗                                                                                                 |
| + 14   | 曘 曙 曚 曛 曜 |
| + 15   | 曝 曞 曟 曠 曡 曢 曤 曥 曦 曧 曨                                                                                              |
| + 16   | 曣 |
| + 17   | 曩 |
| + 19   | 曪 曫 曬 |
| + 20   | 曭 曮 |
| + 21   | 曯 |